# Hèctor

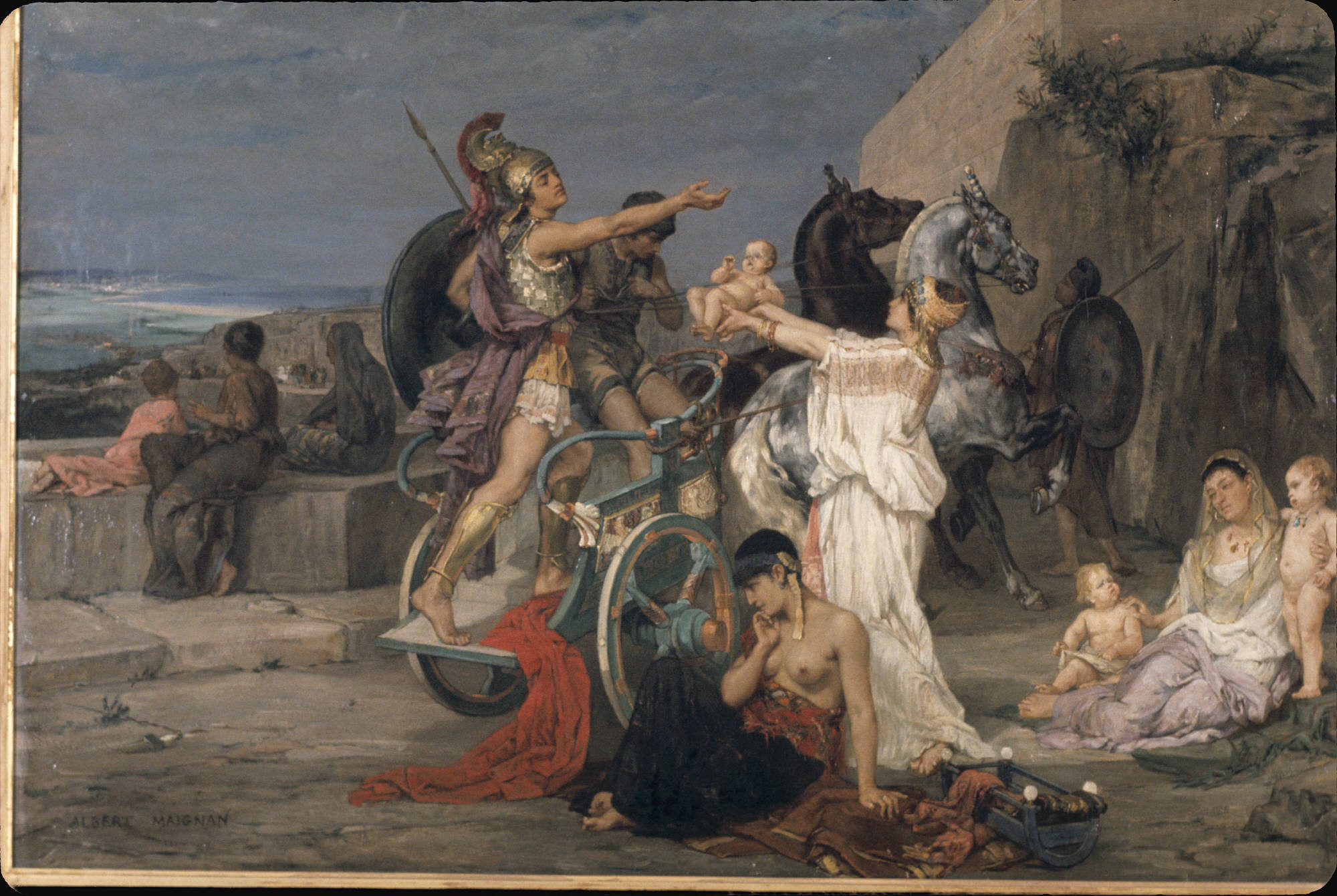
Hèctor s'acomiada d'Andròmaca i d'Astíanax. Albert Maignan

En la mitologia grega, Hèctor (en grec antic Ἕκτωρ) era príncep de Troia i un dels herois que van lluitar en la Guerra de Troia. La seva esposa era Andròmaca, la filla del rei de Tebes de Mísia, i els seus pares eren Príam i Hècuba. Algunes tradicions, com per exemple les que explica Estesícor, el consideren fill d'Apol·lo. Encara que Príam és el rei de Troia, Hèctor exerceix el poder real sobre els seus compatriotes. Dirigeix els debats de l'assemblea i condueix els combats i la guerra segons el seu criteri. Estimat pel poble troià, aquest li ret honors gairebé divins. Els amics i els enemics el consideren el principal defensor de la ciutat. Agamèmnon creia que era el primer guerrer que calia matar, ja que sabia que no podia prendre la ciutat si Hèctor no moria.
Hèctor va evitar el combat a camp ras fins a l'inici del desè any de la guerra de Troia, almenys quan sabia que Aquil·les es trobava entre els grecs. Una vegada Aquil·les el va anar a buscar, però Hèctor va fugir dins de la ciutat. Però quan Aquil·les s'absentà de la guerra, va fer una gran matança de grecs. Sota la protecció d'Ares i fins que Diomedes va ferir el déu, Hèctor va matar Mnestes i Anquíal, i després Teutrant, Orestes, Trecos, Enòmau, Helen i Oresbi. Quan els grecs van contraatacar es va refugiar a la ciutat. S'acomiadà d'Andròmaca i d'Astíanax, el seu fill, i va tornar al combat acompanyat per Paris, i reptava a qualsevol heroi grec que volgués combatre amb ell a un combat singular. Menelau s'hi va oferir, però Agamèmnon el va dissuadir. Finalment Àiax va acceptar el repte, i el combat va durar fins a la nit sense que hi hagués guanyador. Àiax i Hèctor es van intercanviar regals: Àiax li va donar el seu baldric i Hèctor la seva espasa.
Quan els troians atacaren les naus gregues, Hèctor va fer el seu paper més brillant. Tota la responsabilitat de la batalla va caure sobre ell. Els déus van haver d'intervenir diverses vegades per evitar que Hèctor matés herois, com Nèstor o Diomedes, però Apol·lo el protegia i desviava les fletxes de Teucre. Finalment, Zeus ordenà als déus i les deesses que deixessin la batalla a les seves mans fins que Aquil·les no participi en el combat. Quan la situació es tornava crítica pels grecs, Patrocle, autoritzat per Aquil·les, els va anar a socórrer, però Hèctor el matà quasi immediatament i li va prendre les armes, malgrat els esforços dels grecs per impedir-ho.
Amb el retorn d'Aquil·les a la guerra, arriben els darrers moments de la vida d'Hèctor. Quan Aquil·les va matar Polidor, un dels germans d'Hèctor, aquest li tirà la llança, però va caure sense força als peus de l'heroi grec. El seu destí li impedia fer res contra Aquil·les, havia de morir a les seves mans. Per retardar el moment, Apol·lo el va voltar d'un núvol, i Aquil·les el buscava en va. Però mentre la resta de l'exèrcit troià es refugià a la ciutat, Hèctor es quedava fora, davant de les portes Escees. Els seus pares li demanaven que entrés, però no va fer cas dels seus consells, estava esperant a Aquil·les. Quan arriba el grec, Hèctor, amb por, fuig corrents i dona tres tombs al voltant de la ciutat perseguit per Aquil·les, fins al moment que Atena, sota l'aparença de Deífob, aconsegueix que Hèctor s'aturi, prometent-li el seu ajut en el combat. Però quan Hèctor accepta la lluita, Atena desapareix, i Hèctor entén que ha arribat la seva hora. Apol·lo abandona també a Hèctor i Aquil·les li dona el cop fatal. A l'instant abans de morir, Hèctor suplica a Aquil·les que torni el seu cos a Príam, però Aquil·les ho rebutjà. Hèctor, amb la clarividència dels moribunds, anuncia la propera mort d'Aquil·les.
Aquil·les va foradar els turmells d'Hèctor i el va fermar al seu carro amb corretges de cuir, i el va arrossegar al voltant de la ciutat sota els ulls de tots els troians. Després va exposar el cadàver al camp dels grecs i l'abandonà sense cap protecció, a mercè dels gossos i els ocells. Fins i tot els déus se'n van apiadar: Zeus envià Iris a Aquil·les perquè lliurés les despulles a Príam. El rei troià, per la seva banda, va anar a veure l'heroi grec i gràcies a un rescat va obtenir el cos del seu fill. Es van celebrar dignament els funerals del defensor de Troia. Andròmaca, Hècuba i Helena encapçalaven el dol. Com a venjança, el seu germà petit, Paris, va matar Aquil·les, en disparar-li una fletxa al taló, que era l'única part del cos en què Aquil·les no era immortal.

## Imatges

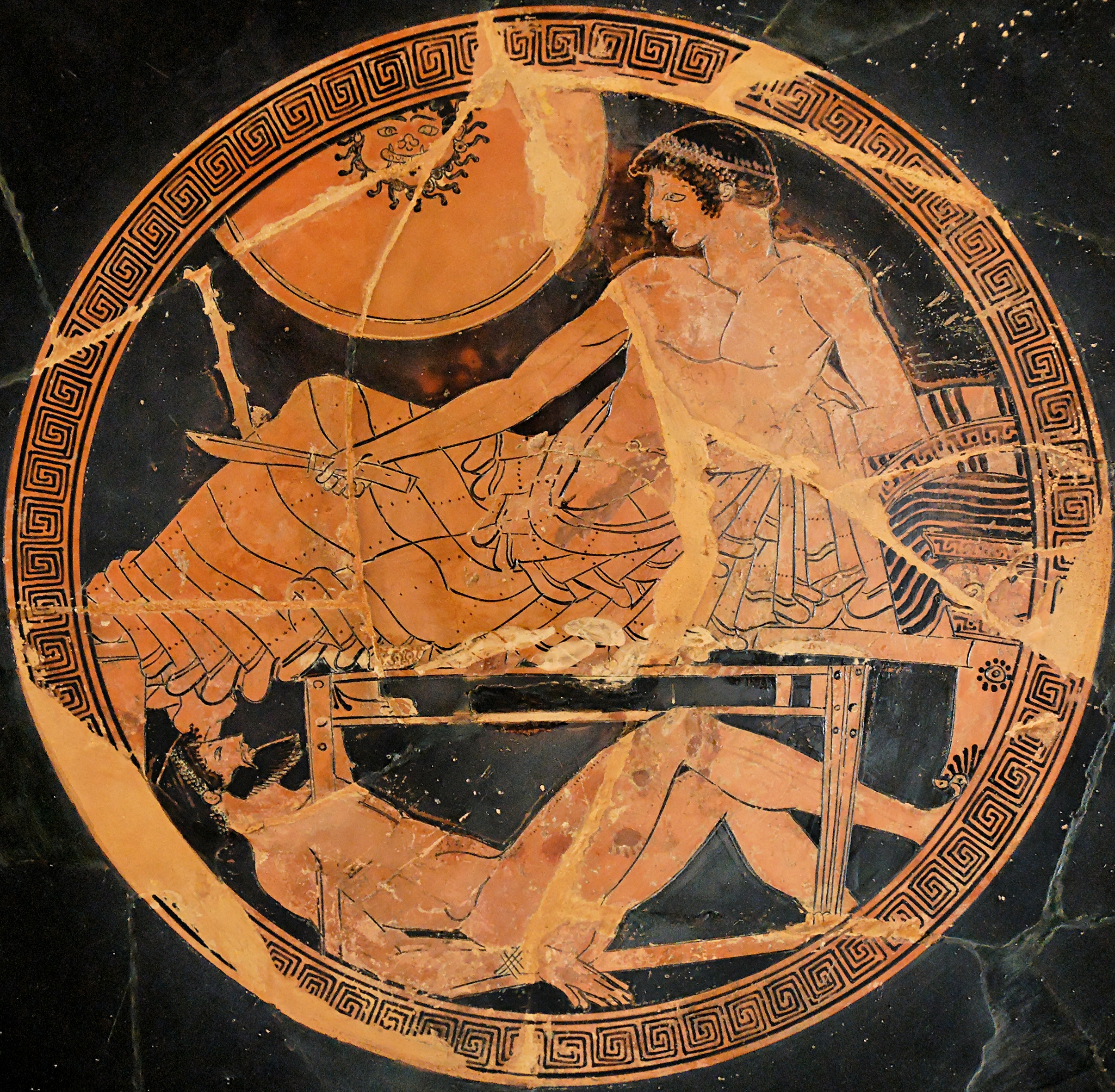
Aquil·les i el cos difunt d'Hèctor, en una gerra grega de l'any 480-490 aC.
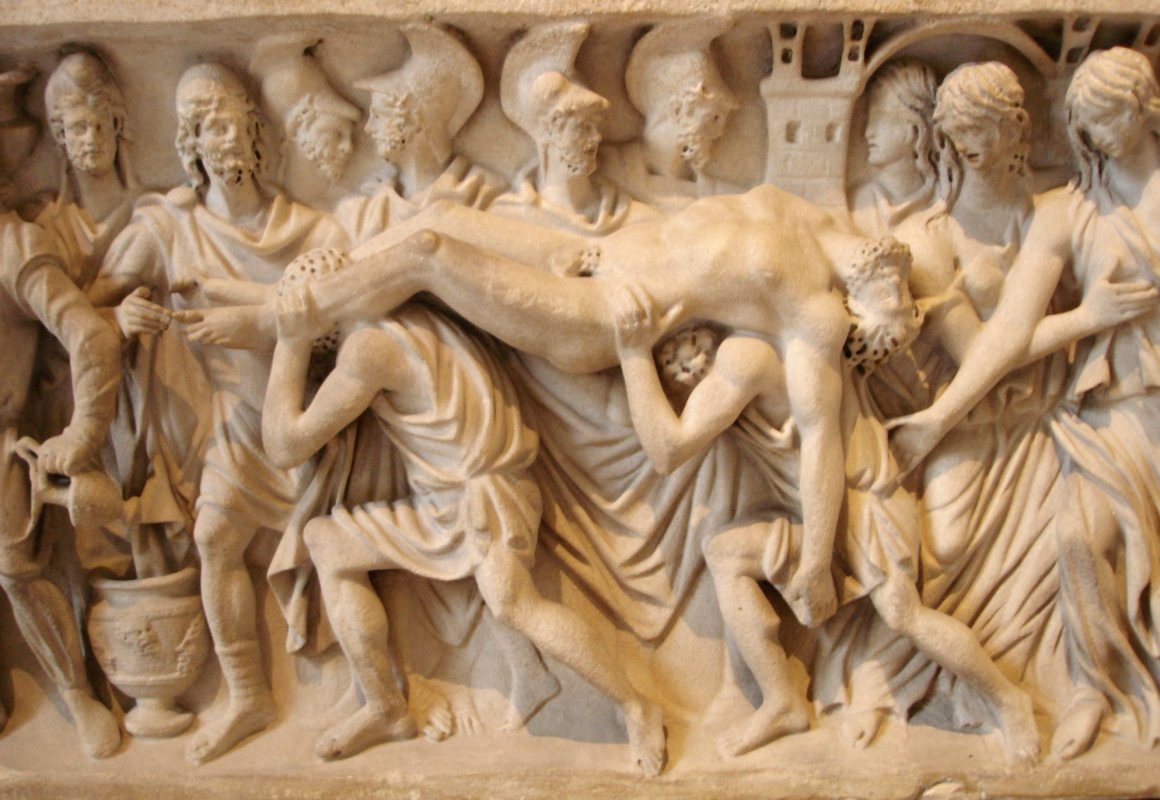
Relleu d'un sarcòfag romà de l'any 180-200, amb la representació de la tornada del cos difunt d'Hèctor a Troia.
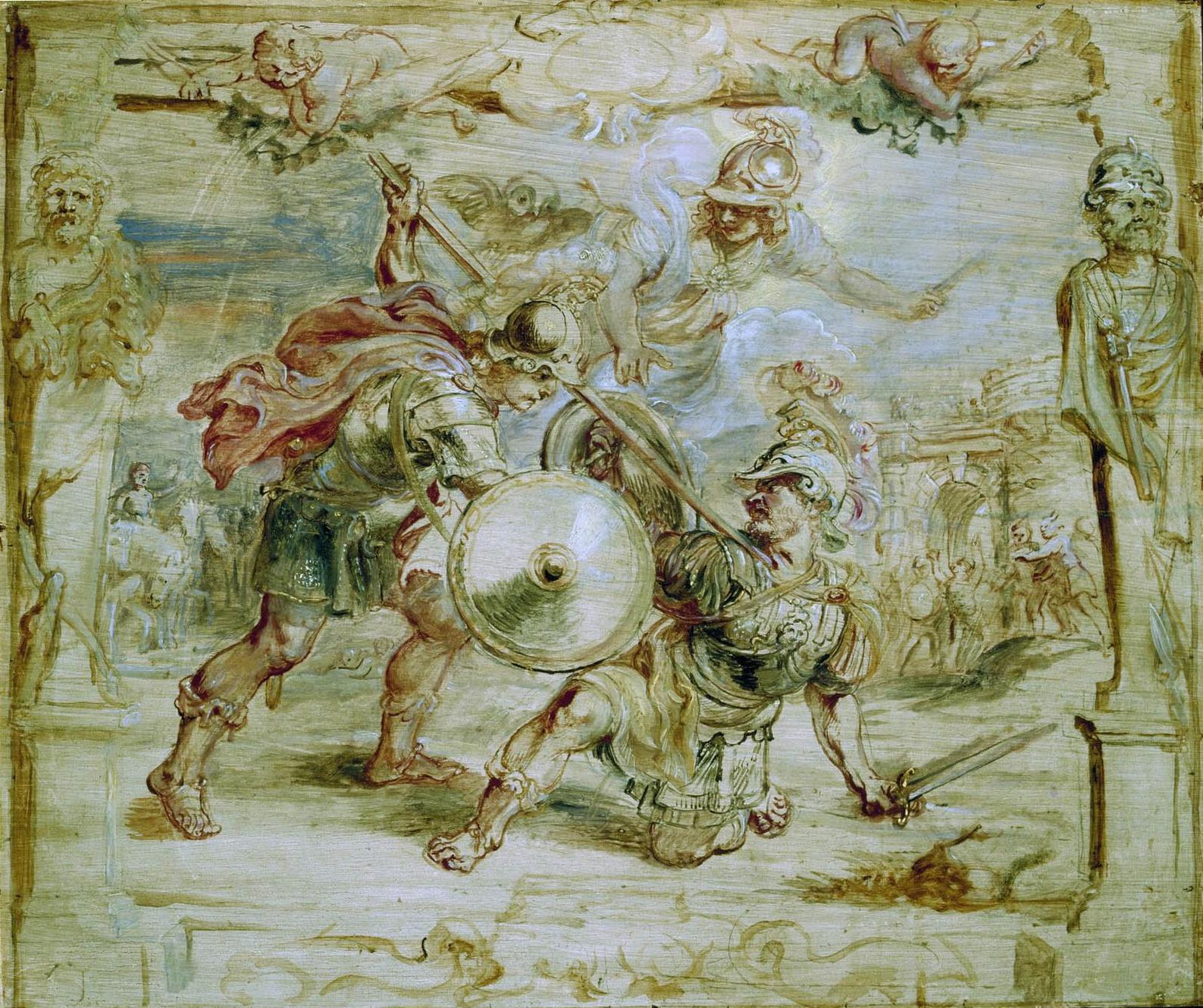
Hèctor mort per Aquil·les. Peter Paul Rubens